# Наречений напрокат (фільм, 2005)
«Наречений напрокат» (англ. The Wedding Date) — американська романтична комедія 2005 року .

## Сюжет
Самотня жінка, яка працює у Нью-Йорку, наймає чоловіка-ескорта, щоб він у Англії на весіллі її молодшої сестри видавав себе за її хлопця, щоб обдурити свого колишнього нареченого, який покинув її кілька років тому.

## В ролях
| Актор           | Роль                          |
| --------------- | ----------------------------- |
| Дебра Мессінг   | Кет Елліс                     |
| Дермот Малруні  | Нік Мерсер, ескорт            |
| Емі Адамс       | Емі Елліс                     |
| Джеремі Шеффілд | Джеффрі «мокрі штани»         |
| Джек Девенпорт  | Едвард «Едді» Флетчер         |
| Сара Періш      | Ті-Джей, двоюрідна сестра Кет |
| Пітер Іген      | Віктор Елліс, вітчим Кет      |
| Голланд Тейлор  | Банні Елліс, мати Кет         |
| Джоліон Джеймс  | Вуді                          |

## Сприйняття
Незважаючи на стриману оцінку критиків фільм успішно вийшов у прокат (при бюджеті в 15 мільйонів доларів загальносвітові збори склали понад 47 мільйона). Rotten Tomatoes дав оцінку 11 % на основі 142 відгуків від критиків і 67 % від більш ніж 100 000 глядачів.